# Predrag Martinjak
Predrag Martinjak, umjetničkoga imena P'eggy (Zagreb, 21. kolovoza 1973.), hrvatski je glazbenik, glazbeni producent, aranžer, tekstopisac, skladatelj i pjevač. 

## Životopis
Predrag Martinjak rođen je u glazbenoj obitelji 1973. godine u Zagrebu. Godine 1992. maturirao je glasovir u Glazbenoj školi Vatroslava Lisinskoga. Od 1992. do 1997. godine studirao je na Muzičkoj akademiji u Zagrebu i u tom je razdoblju počeo karijeru u zabavnoj, pop i džez glazbi. Usporedno sa studijem svirao je glasovir u tada popularnim glazbenim skupinama Cubismo, Ritmo Loco i Songkillers. Nakon toga sve je traženiji kao aranžer i producent pa je u narednim godinama ostvario suradnju s brojnim eminentnim hrvatskim i stranim glazbenicima. Svira glasovir, električnu, akustičnu i bas-gitaru te violončelo i bubnjeve.

## Diskografija

### Suradnje
- Davor Radolfi – album Best of live u Lisinskom, 1995.
- Songkillers – album Fleka, 1998.; album "Cosmic", 2000.
- Dino Dvornik – album Enfant Terrible, 1997.
- Freakys – album Get freaky, 1999.
- Nina Badrić – album Personality 1999.; album Ljubav, 2004.
- Vanna – album 24 sata, 2000.
- Divas – album Divas, 2000.
- Vesna Pisarović – album Za tebe stvorena, 2001.; album V.(Peti), 2005.
- Soma Dollara – album Veliki prasak, 2001.; album Casino, 2003.
- Daniel Bedingfield – remix "I blow it again", 2003.
- Angie feat. Kelis – remix "Take you home", 2003.
- Bobo Knežević – album Bobotomija, 2008.
- Massimo – album Dodirni me slučajno, 2011.; album 1 dan ljubavi, 2015.

Najuspješniju suradnju ostvario je s Massimom. Pjesma "Suze nam stale na put", čiji je autor i aranžer, više je od 15 tjedana za redom bila na 1. mjestu službene nacionalne radijske liste HR TOP 40 koju objavljuje Institut hrvatske glazbe. 

### Samostalno
2001. godine pod umjetničkim imenom P'eggy objavio je svoj prvi samostalni autorski album Wuk, funky izričaja, na kojem se predstavio kao pjevač.

## Nagrade i priznanja

### Diskografska nagrada Porin
- 2012.: za najbolji album pop glazbe, (s Nikšom Bratošom, Antom Gelom i Ivanom Popeskićem) – album Dodirni me slučajno, izvođač Massimo[1]
- 2012.: za najbolju produkciju (s Nikšom Bratošom, Antom Gelom i Ivanom Popeskićem) – album Dodirni me slučajno, izvođač Massimo[1]
- 2012.: za najbolju snimku (sa Zoranom Švigirom) – "Iz jednog pogleda", izvođač Massimo[1]
- 2014.: za pjesmu godine, "Suze nam stale na put", izvođač Massimo[2]
- 2015.: za najbolji aranžman, "Ispod nekog drugog neba", izvođač Massimo[3]